# عاشیق عباس توفارقانلی
عباس توفار قانلی یا تفارقانلی، یکی از سرشناسترین عاشیقهای تمام زمانهاست.

## زندگی‌نامه
عباس توفار قانلی در حدود ۱۶۰۰ میلادی در آذرشهر، که با نام تاریخی توفارقان شناخته می‌شد، به دنیا آمد. او همعصر با شاه عباس صفوی است و یکی از بزرگترین اساتید موسیقی عاشیقی به‌شمار میآید. عباس توفار قانلی سراینده بزرگی بود و با تخلص‌هایی مانند قول (Qul)، شیکسته (Şikəstə), و بیکس (Bikəs) قوشما می‌ساخت. اطلاعات تاریخی در مورد عباس توفار قانلی کم است و زندگی او در پس زمینه داستان‌عاشیقی، تحت عنوان «عباس و گلگز» (Abbas və Gülgəz)، با افسانه آمیخته‌است. خلاصه این داستان، که حداقل درهفت نسخه مختلف رایج است، به قرار زیر می‌باشد. عباس توفار قانلی از طریق بوتا وئرمک (Butta Vermak) گلگز پری را در رؤیایی صادقه دیده و همزمان از عالم غیب استعداد عاشیقی را در یافت می‌کند. به محض بیداری، از سوز عشق مادرش را چنین خطاب می‌کند:
| آغالار آغاسی، آغالار خاصی         |  | سرور سروان، آقای آقایان،            |
| آنا مولام، منه بوتا وئریبدی       |  | مادر مولایم به من «بوتا» داده‌است    |
| ...                               |  | ...                                 |
| «عباس» دئیه ر: یاریم آدی «پری» دی |  | ' «عباس» می‌گوید: نام یارم «پری» است |
| آنا مولام، منه بوتا وئریبدی       |  | مادر مولایم به من «بوتا» داده‌است    |

به تدریج آوازه عباس توفار قانلی و عشق او در اقصی نقاط پخش می‌شود. شاه عباس وصف زیبائی بی مانند گلگزپری را شنیده و وزیرش الهوردی خان را با قشونی دنبال او می‌فرستد. وزیر با توسل به زور گلگز را از حجله می‌رباید و به حرمسرا می‌برد. عاشیق عباس از پای پیاده آذر شهر به اصفهان رفته و در آنجا به کمک هنر عاشیقی شاه را به منشأ غیبی عشق خود آگاه ساخته و به رهاسازی گلگز متقاعد می‌کند

## سروده‌های عباس توفار قانلی
بخش‌های منظوم داستان‌عاشیقی «عباس و گلگز» از معروفترین سروده‌های عباس توفار قانلی هستند. در تصویر گفتاری که او از گلگز پری رسم می‌کند تمام زیبایی‌های عینی یک دختر با مهارتی استادانه توصیف می‌شوند. از این جنبه، یعنی واقع گرایی در شعر، عباس سراینده‌ای پیشروست و کارهایش با ساخته‌های عاشیق هم عصرش، کاراجااوغلان، برابری می‌کند. برای نمونه دو بیت زیر ممکن است کفایت کند:
| Dal gərdənə tökülübdü hörmələr   |  | گیسوان بافته بر پشت گردن سرازیر شده‌اند،       |
| Gümüş kəmər incə beli bürmələr   |  | 'کمربند نقره‌ای کمر باریک را در آغوش گرفته‌است، |
| Atlas köynək üstə qızıl düymələr |  | دکمه‌های طلائی پیراهن ابریشمین،                |
| Düzülübdü yaxasına Pərimin       |  | یقه پری را نیک آراسته‌اند.                     |

از عباس توفار قانلی آوازهای زیادی به یادگار ماندهاند که هنوز هم توسط عاشیقها خوانده می‌شوند. از معروفترین آوازهای عباس «بینمز» با مطلع زیر است:
| Ay həzarət, bir zamana gəlibdir   |  | ای آقایان شما را گویم از زمانه‌ای که،                         |
| Ala qarğa şux tərlanı bəyənməz    |  | کلاغ سیاه عقاب تیز پرواز را نمی‌پسندد                         |
| Oğullar atanı, qızlar ananı       |  | پسران پدر را، و دختران مادر را                               |
| Gəlinlər də qaynananı bəyənməz    |  | و عروسان مادر شوهر را نمی‌پسندند.                             |
| Adam var, çox işlər eylər irada   |  | هستند کسانی که دائم در تلاشند                                |
| Adam var ki, yetə bilməz murada   |  | ولی هیچگاه به مراد دل نمی‌رسند                                |
| Adam var ki, çörək tapmaz dünyada |  | هستند آنهایی که به نان جوین محتاج‌اند                         |
| Adam var yağ yeyər,balı bəyənməz  |  | و هستند کسانی که دائم کره و عسل می‌خورند ولی آن را نمی‌پسندند. |
| Adam var ki, adamların naxşıdı    |  | هستند کسانی که فقط در شکل انسانند،                           |
| Adam var ki, anlamazdı, naşıdı    |  | هستند کسانی که تربیت نشده و جاهلند                           |
| Adam var ki, heyvan ondan yaxşıdı |  | هستند آنهایی که از حیوان بدترند                              |
| Dindirərsən, heç insanı bəyənməz  |  | ولی چون سخن به میان آید، هیچ انسانی را نمی‌پسندند.            |

یکی از اشعار عباس توفار قانلی نیز با صدای ناب استاد عالیم قاسمف اجرا شده‌است.
Ay ağalar
Ay ağalar, gedənə bax, gedənə
Ağlaya ağlaya düşdüm yollara
Yar ayrısı, yar bağrımı, yara yüz
Dərdim oldu əvvəlkindən beş betər
Şan şan oldu qara bağrım, yara yüz
Tutdum yar əlindən bəlkə sağalam
Saqi sərxoş, saqi məstü, saqi lam
Çətin, çətin bu yaradan sağalam
Dərd bir oldu, dərman doxsan, yara yüz
Mən Abbas'am yara qurban yar üçün
من عباسام یارا قوربان یار اوچون
Doğra bağrım, kəs ciyərim yar üçün
دوغرا باغریم، کئس جییریم یار اوچون
Yar odur ki, bu dünyada yar üçün
یار ادورکی، بو دونیادا یار اوچون
Yaxa yırta, zülf dağıda, yara yüz.
یاخا ییرتا، زولف داغیدا، یارا اوز
عاشیق عباس توفارقانلی شاعر شعرهایی با مضمون درد، غم، حسرت و آرزوهای دست نیافته‌است:
Ölkəmizdə nə aşnayam, nə yadam
Dost yanında nə qəmginəm, nə şadam
Ay camaat, nə bəlalı səyyadam
Tor qururam tərlan üçün, sar gəlir

## اطلاعات بیشتر
- در تیر ماه ۱۳۹۰ شهرداری تبریز نخستین جشنواره عاشیقلار دئیشمه سی را برگزار کرده و به نفرات برتر جایزه‌ای به نام جایزه عاشیق عباس توفارقانلی را تقدیم نمود.[۱۵]
- عاشیق حسین ساعی زندگی عاشیق عباس توفارقانلی و عاشیق حسین جوان را در فرم داستان عاشیقی تألیف کرده‌است.[۱۶]

## پیوند به‌بیرون
صفحه ویکی‌پدیای ترکی آذربایجانی:  Aşıq Abbas Tufarqanlı
صفحه ویکی‌پدیای ترکی استانبولی:  Aşık Tufarganlı Abbas